# 乔治·马克斯韦尔·理查兹
乔治·马克斯韦尔·理查兹（英語：George Maxwell Richards，1931年12月1日—2018年1月8日）生於特立尼达和多巴哥圣费尔南多，特立尼达和多巴哥化学工程师、政治家，前任特立尼达和多巴哥总统。
2018年1月8日他因心臟衰竭逝世。
| 前任： A·N·R·鲁滨逊 | 特立尼达和多巴哥总统 2003年－2013年 | 繼任： 安東尼·卡莫納 |

1. ↑  .   [2018-01-14]. （原始内容存档于2018-01-09）.